# Pseudaclytia umbrica
Pseudaclytia umbrica là một loài bướm đêm thuộc phân họ Arctiinae, họ Erebidae.